# Monitor electrònic centralitzat de l'aeronau
Un monitor electrònic centralitzat de l'aeronau (ECAM, Electronic centralised aircraft monitor, en anglès), és un sistema que fa un seguiment de les funcions d'una aeronau i les transmet als pilots. A més a més, dona missatges que descriuen les fallades i, en alguns casos, presenta els procediments que es poden seguir per corregir el problema.
L'ECAM s'assembla al sistema d'indicació de motor i avís a la tripulació (EICAS) de Boeing i Embraer, que mostra dades relatives als sistemes de l'aeronau i possibles fallades. Airbus desenvolupà l'ECAM de manera que no només tingués les mateixes característiques que l'EIRCAS, sinó que també mostrés les accions que el pilot ha d'emprendre per resoldre el problema, així com les limitacions del sistema a conseqüència de les fallades. Utilitza un codi de colors perquè els pilots puguin avaluar la situació immediatament i decidir quines accions prendre. Fou dissenyat per reduir l'estrès dels pilots en situacions anormals i d'emergència, dissenyant una cabina de vol en la qual tots els procediments es puguin trobar al moment.